# Рокитна (притока Західного Бугу)
Роки́тна — річка в Україні, в межах Буського району Львівської області. Права притока Західного Бугу (басейн Вісли).

## Розташування
Витоки розташовані на північ від с. Заболотного. Тече рівнинною територією Надбужанської котловини переважно на захід і південний захід. У нижній течії річка тече на південь і південний схід, а в межах м. Буська (неподалік від гирла) круто повертає на північний захід і захід. Впадає до Західного Бугу на північно-західній околиці Буська (на території колишнього села Остапківців).

## Етимологія
Відад’єктивний субстантив від праслов’янського *orkyta – “верба”. Дослівна етимологія: "вербова річка; річка, вкрита зарослями верби".[джерело?]

## Опис
Довжина Рокитної 11 км, площа басейну 43 км². Річище слабо звивисте (в нижній течії більш звивисте), у верхній течії частково каналізоване. Заплава в середній та нижній течії місцями заболочена.
Притоки: невеликі потічки та меліоративні канали.
- У минулому Рокитна була правою притокою Слотвини, яка протікає частково паралельно до неї і трохи південніше. Пізніше пригирлову ділянку Слотвини випрямили і відділили від Рокитної (тепер у цьому місці проходить об'їзна дорога Буська — відрізок автошлях М 06).